# Felix Klein
Felix Christian Klein (25. dubna 1849 Düsseldorf, Prusko – 22. června 1925 Göttingen, Německo) byl německý matematik. Zabýval se především geometrií (zejména neeukleidovskou), ale také teorií grup a teorií funkcí. Roku 1872 formuloval tzv. Erlangenský program, jehož hlavní myšlenkou je studovat jednotlivé geometrické struktury pomocí jejich symetrií a invariantů, a tak docílit hlubšího propojení geometrie s algebrou. Tento program výrazně ovlivnil rozvoj matematiky a fyziky ve dvacátém století.

## Život
Klein se narodil v Düsseldorfu do rodiny pruského vládního úředníka. Navštěvoval gymnázium v Düsseldorfu a poté studoval matematiku a fyziku na univerzitě v Bonnu (Rheinische Friedrich-Wilhelms-Universität zu Bonn). Doktorát získal v roce 1868 za práci Über die Transformation der allgemeinen Gleichung des zweiten Grades zwischen Linien-Koordinaten auf eine kanonische Form pod vedením Julia Plückera.
Po Plückerově smrti (1868) spolupracoval Klein s Alfredem Clebschem, který se také zasadil o to, aby Klein získal v roce 1872 místo profesora v Erlangenu v 23 letech. V roce 1875 však Klein získal místo na Technische Hochschule v Mnichově, kde vychoval řadu pozdějších vynikajících matematiků a fyziků (Adolf Hurwitz, Max Planck, Arnold Sommerfeld).
Ještě v roce 1875 se oženil s Annou Hegelovou, vnučkou filosofa Georga W. F. Hegela.
V roce 1880 odešel na univerzitu v Lipsku, kde zůstal do roku 1886. V této době Klein vážně onemocněl a v letech 1883-1884 byl sužován těžkými depresemi. Charakter jeho matematické práce se poté pozvolna měnil, nepřestal však ovlivňovat vrcholnou matematiku své doby. Roku 1886 odešel do Göttingenu, kde zůstal pracovat až do odchodu do penze roku 1913. Na univerzitě založil první katedru didaktiky matematiky. Za svého působení na univerzitě v Göttingenu, zde vytvořil jedno z největších center matematiky na světě. Zasadil se také o to, že na göttingenskou univerzitu byly od roku 1889 přijímány i ženy. Od roku 1900 se Klein významně angažoval v problematice výuky matematiky na středních školách - zavedl například vyučování diferenciálního a integrálního počtu.

## Ocenění
V roce 1885 byl Felix Klein zvolen členem Royal Society. Roku 1893 získal De Morganovu medaili udělovanou Londýnskou matematickou společností a v roce 1912 pak Copleyho medaili.

## Přínos matematice
Felix Klein patří k velmi významným matematikům a vytvořil vlivné dílo nadčasové hodnoty. Jeho nejhlubší myšlenky se týkají zejména principiálních souvislostí mezi geometrií a algebrou (teorií grup). V této oblasti spolupracoval se Sophusem Liem. Oba tito vědci realizovali základy Kleinova Erlangenského programu, který výrazně ovlivnil nejen rozvoj moderní matematiky, ale velmi přispěl např. též k rozvoji teorie relativity a částicové fyziky. Klein se přitom zabýval zejména diskrétními grupami symetrií, zatímco Lie spojitými symetriemi. Při studiu neeukleidovských geometrií Klein objevil dvojrozměrnou uzavřenou plochu, která má pouze jeden povrch. Tato plocha se dnes po něm nazývá Kleinova láhev. Objevil též jeden z mimořádně významných a studovaných útvarů moderní matematiky, známým jako Kleinova kvartická křivka či Kleinova kvartika, fascinující svou symetrií a pozoruhodnými souvislostmi napříč matematikou. Kleinova kvartika představuje v jistém smyslu zobecnění Platónských těles pro případ, kdy jsou stěny tvořeny 24 pravidelnými sedmiúhelníky. Toto zobecnění je možné v prostoru s hyperbolickou geometrií. Klein ukázal, že tento útvar má právě 168 různých diskrétních symetrií (při uvažování zrcadlových symetrií 336) a tyto symetrie klasifikoval. Jde tedy o první případ tzv. Hurwitzovy plochy, dosahující maximální možný počet symetrií pro zadaný genus této plochy (v daném případě genus=3). V třírozměrném eukleidovském prostoru může být Kleinova kvartika reprezentována jako jistá plocha se třemi otvory (genus=3) a základní symetrií čtyřstěnu. Tento Kleinem objevený útvar v sobě slučuje tolik pozoruhodných vztahů a překvapivých souvislostí, že některými vlivnými matematiky bývá dokonce považován za „opravdu centrální část matematiky“.
Kromě zájmu o geometrii a teorii grup se zabýval i algebraickými rovnicemi a teorii funkcí. Z této oblasti napsal asi sedmdesát prací. Od roku 1876 vedl časopis Mathematische Annalen, který byl založen Alfredem Clebschem a Carlem Gottfriedem Neumannem (1832–1925) v roce 1868.